# ممفیس (تگزاس)
ممفیس، تگزاس (به انگلیسی: Memphis, Texas) یک شهر در ایالات متحده آمریکا با جمعیت ۲٬۲۹۰ نفر است که در تگزاس واقع شده‌است.

## موقعیت جغرافیایی
موقعیت جغرافیایی شهرها و مناطق اطراف به شرح زیر است:

## نگارخانه

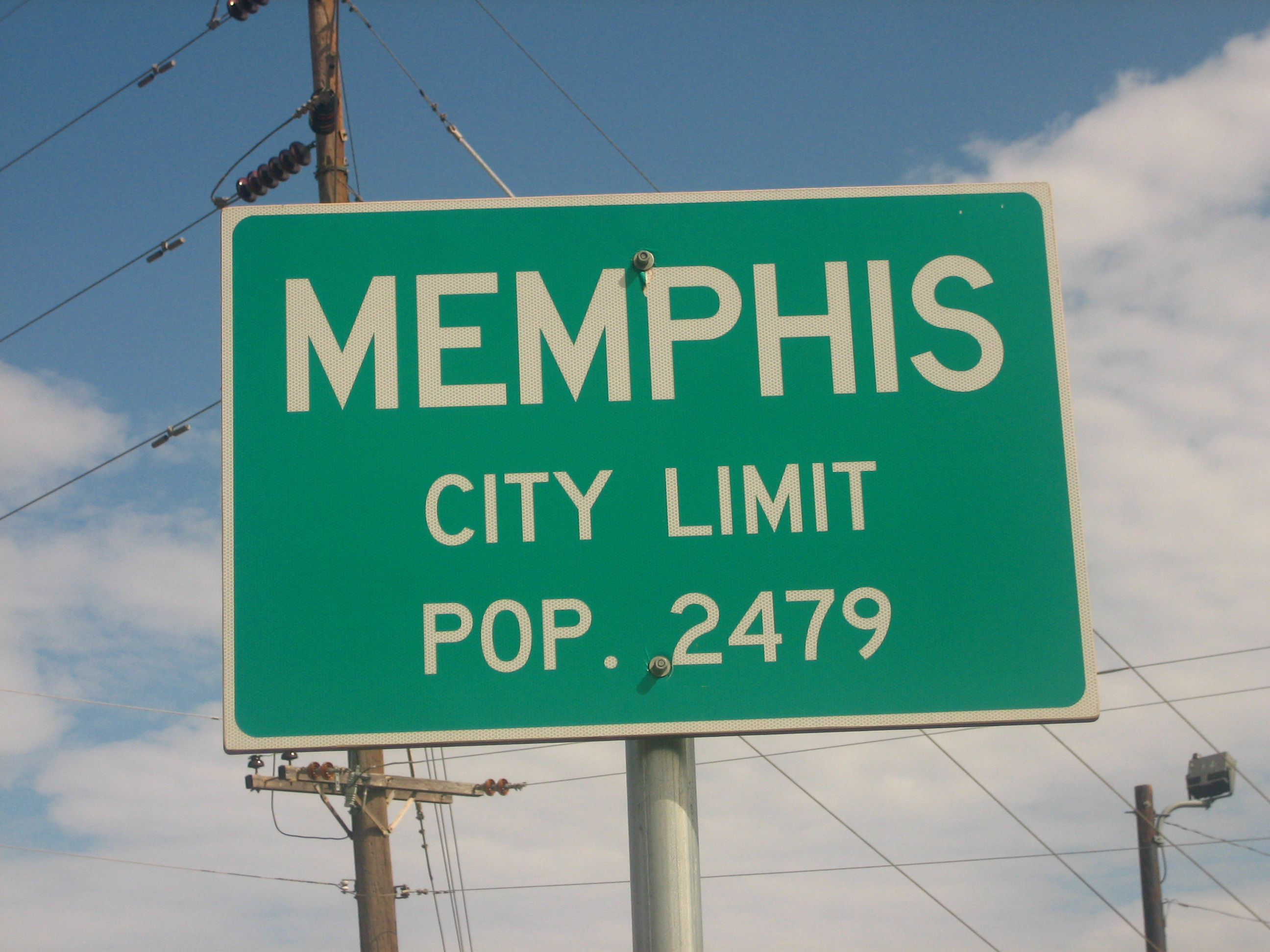
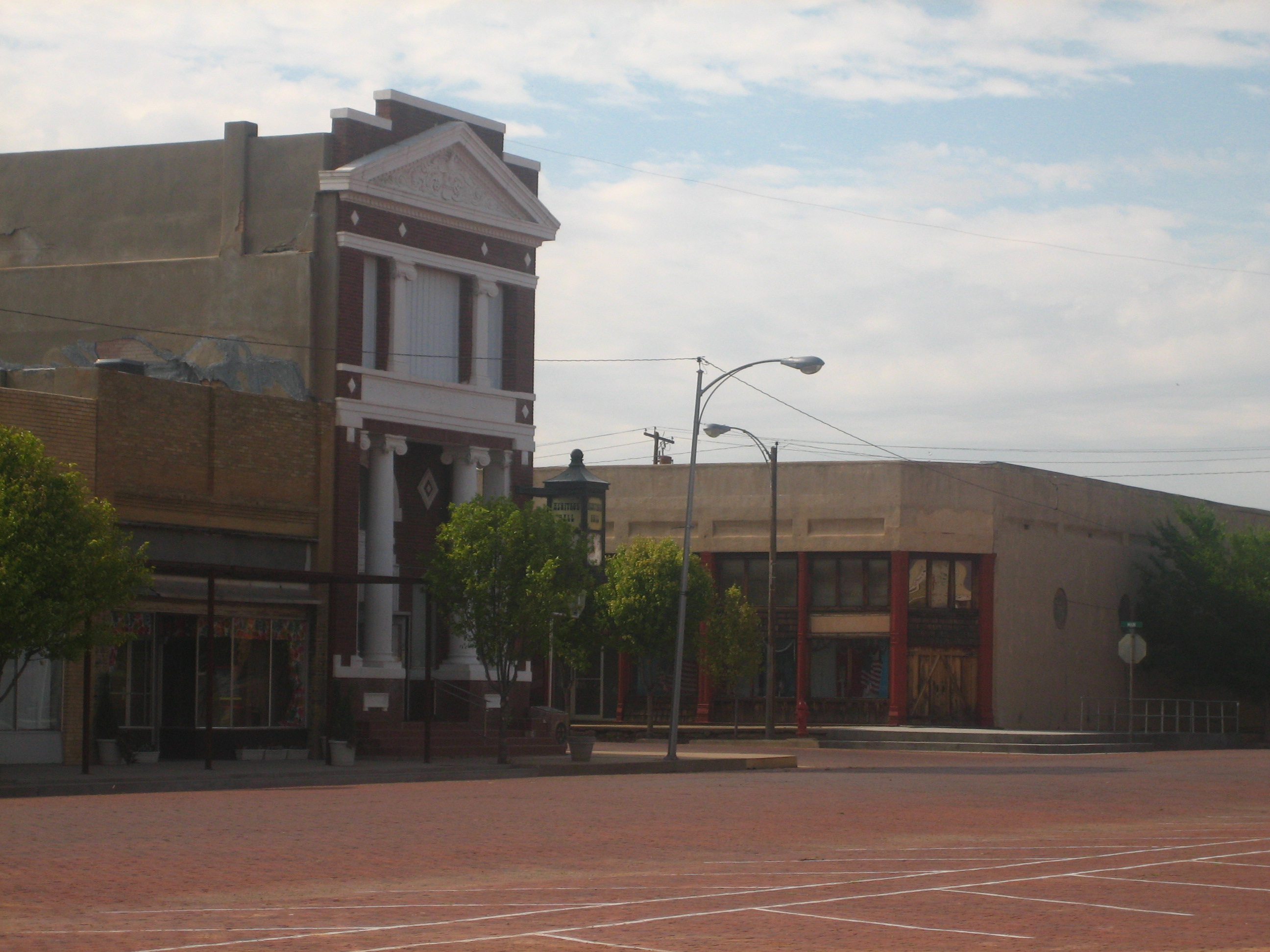
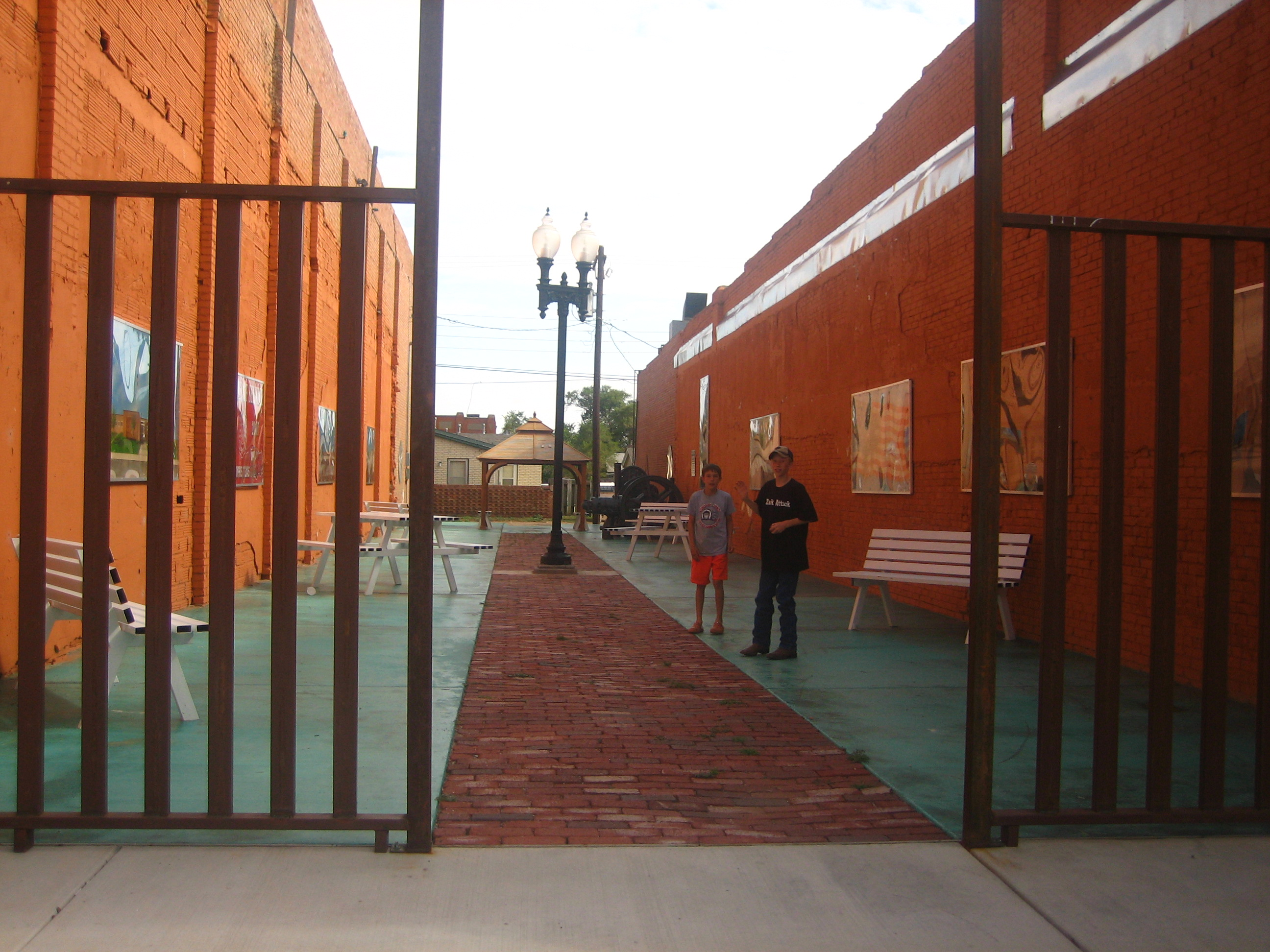